# Instituto Comercial de Valdivia
El Liceo bicentenario Instituto Comercial de Valdivia es un centro educacional de nivel medio ubicado en la ciudad de Valdivia, Chile. El instituto es fundado en 1928. Es uno de los centros educativos de formación comercial más antiguos de Chile. Debido a su calidad pedagógica y de gestión, en 2018 es reconocido como uno de los 320 "Liceos Bicentenario" de Chile.

## Historia
El 20 de enero de 1928, durante la presidencia de Carlos Ibáñez del Campo, se definió por medio de un Decreto la orgánica de la educación secundaria en Chile la creación de la Escuela de Comercio de Valdivia. De acuerdo a crónicas de la época, la creación de un centro educacional de este tipo generó expectación en la zona. De su matrícula original de 180 estudiantes, la mayoría correspondía a mujeres.
Originalmente la Escuela debe entrar en funciones el 9 de abril, sin embargo debido a retrasos en gestiones de nombramiento de autoridades, el colegio es inaugurado el 30 de abril de 1928. Luego de la inauguración las clases comenzaron el 7 de mayo, utilizando tres salones de la Escuela Vocacional de Valdivia. En 1934 el Centro de Alumnos del Instituto Comercial del Estado de Valdivia publica el primer número de la revista «Alfa». Hasta 1945 el Instituto tenía publicados 12 números de la revista «Hermes».
En 1946 la Escuela pasa a ser Instituto. Es durante este periodo que se crean los internados femenino y masculino, la Especialidad de Agentes Vendedores y la especialidad de Contabilidad. Ya para 1967 la matrícula del Instituto era de más de 1 200 estudiantes. En 1975 se inaugura un nuevo pabellón dentro del Instituto, que contaba con ocho salas de clases además de laboratorios, pero tomaron más de 30 años para la finalización de las obras de esta nueva sección del centro educacional. En 1978 debido a la homologación de la Enseñanza Media en Chile, el Instituto pasa a llamarse «Liceo Comercial A Nº1 de Valdivia».
Por decreto del Ministerio de Educación de 1986, este liceo es reconocido oficialmente por la cartera administrativa. En 1987 se crea el Departamento de Bienestar, que busca apoyar y beneficiar a estudiantes de escasos recursos. En 1998 el edificio del Liceo cierra por reparaciones, y hasta antes de marzo de 1999 las clases se realizan en otros establecimientos de la ciudad. Es durante este año que el Liceo recupera su nombre previo, «Instituto Comercial de Valdivia».
Es durante la década de 1990 que se crean dos nuevas especialidades, "Administración" y "Turismo", el último dando paso a la creación del Instituto Superior de Administración y Turismo (INSAT). Desde el año 2000 se integra la especialidad de "Ventas". En 2001 se suma la especialidad de "Secretariado" y en 2002 la de "Contabilidad". Entre 2004 y 3005 el Instituto participa en la acreditación de las especialidades que imparte, siendo el Ministerio de Educación quien otorga la acreditación de las especialidades hasta 2010.
En 2018, el Instituto Comercial es reconocido con la certificación de Liceo Bicentenario de Excelencia, otorgado a 40 establecimientos ese año, y que para 2021 solo poseen el título 320 centros educacionales de Chile.

## Directores
Desde su inauguración en 1928, el Instituto Comercial de Valdivia ha contado con diez directores:
| Periodo       | Nombre                     | Nombre del Instituto              |
| ------------- | -------------------------- | --------------------------------- |
| 1928-1932     | Julio César Acuña          | Colegio Comercial de Valdivia     |
| 1932-1946     | Alberto Morgan Aguilera    | Colegio Comercial de Valdivia     |
| 1946-1958     | Armando Órdenes Latapiat   | Instituto Comercial de Valdivia   |
| 1958-1965     | Rosamel Muñoz Lagos        | Instituto Comercial de Valdivia   |
| 1965-1967     | Armando Rodríguez          | Instituto Comercial de Valdivia   |
| 1967-1988     | Layla Mauad Chebair        | Liceo Comercial A Nº1 de Valdivia |
| 1988-1998     | Erico Delgado Santibáñez   | Liceo Comercial A Nº1 de Valdivia |
| 1998-2003     | Helmuth Tatter Puentes     | Instituto Comercial de Valdivia   |
| 2003-2008     | Yolanda Oyarzún Manquemlla | Instituto Comercial de Valdivia   |
| 2008-2021     | Juan Carlos Riffo          | Instituto Comercial de Valdivia   |
| 2021-presente | Luis Enrique Schencke      | Instituto Comercial de Valdivia   |

## Símbolos institucionales

### Escudo
El actual escudo presenta un libro abierto, representando educación y conocimiento; además del caduceo del dios griego Hermes, que representa al comercio.

### Himno
El instituto contó desde su inauguración en 1928 con un himno, compuesto por Francisco Cordero; sin embargo, las partituras originales de este se pierden en un incendio que afectó al edificio de la escuela en 1940. En 1948 se reintroduce un nuevo himno, con letra compuesta por Renelda Reyes Lopetegui y con música de Osmán Pérez Freire.

## Egresados destacados
- Ernesto Hein (1899-1968, Alcalde de Puerto Montt y diputado).
- Ricardo Grassau (1896-1960, Alcalde de Puerto Montt).
- José Yuraszeck Doggenweiler (1898-1950, Alcalde de Puerto Montt).
- Alejandro Meersohn (1912-1973, Alcalde de Puerto Montt).
- Harry Jürgensen Caesar (1942, Diputado, Intendente de la Región de Los Lagos y Convencional constituyente)